# Copadichromis azureus
Copadichromis azureus è una specie di pesci della famiglia dei Ciclidi. È endemica del Malawi.